# Diversidad sexual en Sídney

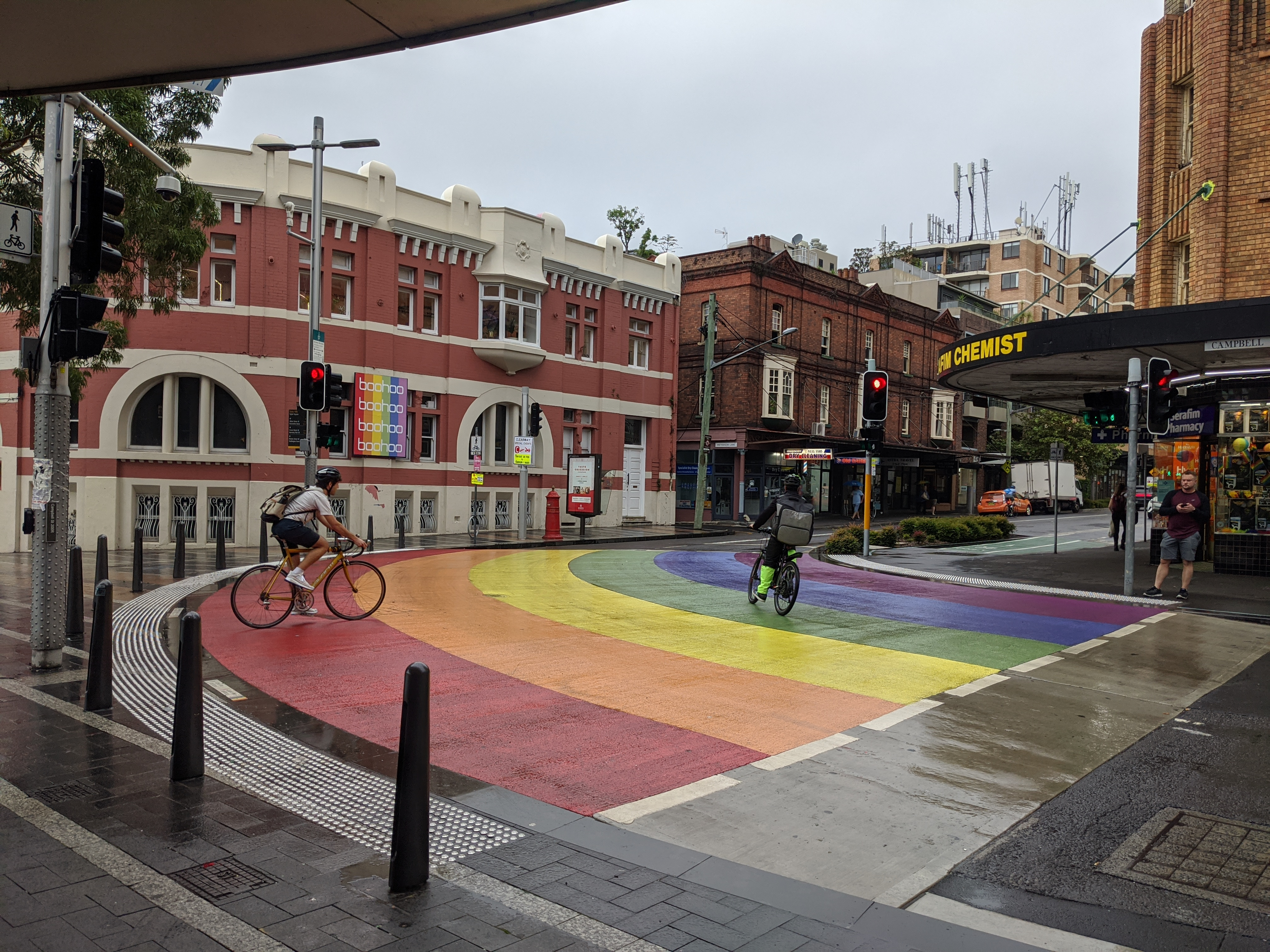
Paso de peatones arcoíris, ubicado en la intersección del Taylor Square y Oxford Street en Sídney.

La diversidad sexual en Sídney es ampliamente aceptada. Con una larga historia de activismo por los derechos LGBT y la celebración anual del Sydney Gay and Lesbian Mardi Gras, la ciudad es considerada una de las ciudades más inclusivas y amigables para las personas LGBT en Australia y en el mundo.

## Historia

### Contexto
Desde la colonización de Australia en 1788, con la llegada de la Primera Flota a Sydney Cove y el izado de la bandera británica por Arthur Phillip, Sídney ha estado asociada con la homosexualidad masculina. Como parte del Imperio británico, las colonias de Australia heredaron la ley de sodomía de 1533 que consideraba a las relaciones sexuales entre hombres como delito. El sexo oral y la masturbación, tanto en relaciones heterosexuales como homosexuales, ya fueran públicas o privadas, también eran delitos.
En 1828, Alexander Brown fue la primera persona ejecutada por sodomía. Las distintas jurisdicciones comenzaron gradualmente a sustituir la pena de muerte por cadena perpetua, siendo Victoria el último estado en hacerlo, en 1949. El debate público sobre la despenalización de la homosexualidad comenzó en la década de 1960, con la formación de los primeros grupos de activismo, como las Daughters of Bilitis y la Homosexual Law Reform Society.
Aunque la influencia británica en la cultura política australiana seguía siendo fuerte en la década de 1950, no existía en el país un interés significativo por responder políticamente al Informe Wolfenden, que en 1957 recomendó la despenalización de la homosexualidad masculina en Reino Unido. Diez años después, cuando finalmente se despenalizó la homosexualidad en Inglaterra y Gales, casi ningún político australiano comentó al respecto. En octubre de 1973, el ex primer ministro John Gorton presentó una moción ante la Cámara de Representantes de Australia declarando que «en opinión de esta Cámara, los actos homosexuales entre adultos con consentimiento y en privado no deberían estar sujetos a la ley penal». La moción fue aprobada por 64 votos a favor y 40 en contra.

## Barrios LGBT
Durante la Guerra de Vietnam, la zona de Darlinghurst Road, conocida como Kings Cross, se convirtió en un destino popular para el personal militar estadounidense durante sus periodos de descanso, debido a su proximidad a una base naval importante. Como consecuencia de esto, el área ganó fama como la capital australiana de las drogas y la prostitución, así como uno de los primeros enclaves gays del país. Decenas de hoteles construidos en aquella época contribuyeron a que se mantuviera como un barrio gay hasta los años 90.
En los años posteriores a la Segunda Guerra Mundial, los hombres gay comenzaron a reunirse en bares ubicados en la Oxford Street de Darlinghurst, y para 1969 ya habían abierto bares gay como Ivy's Birdcage y Capriccio's. La vida queer se desarrolló a lo largo del corredor de Oxford Street, que llegó a conocerse como The Golden Mile.

## Demografía
Según el censo de 2011, Sídney concentraba el 41 % de las parejas masculinas del mismo sexo del país. Los diez suburbios con mayor número de parejas homosexuales se ubicaban todos en el área metropolitana.

## Eventos

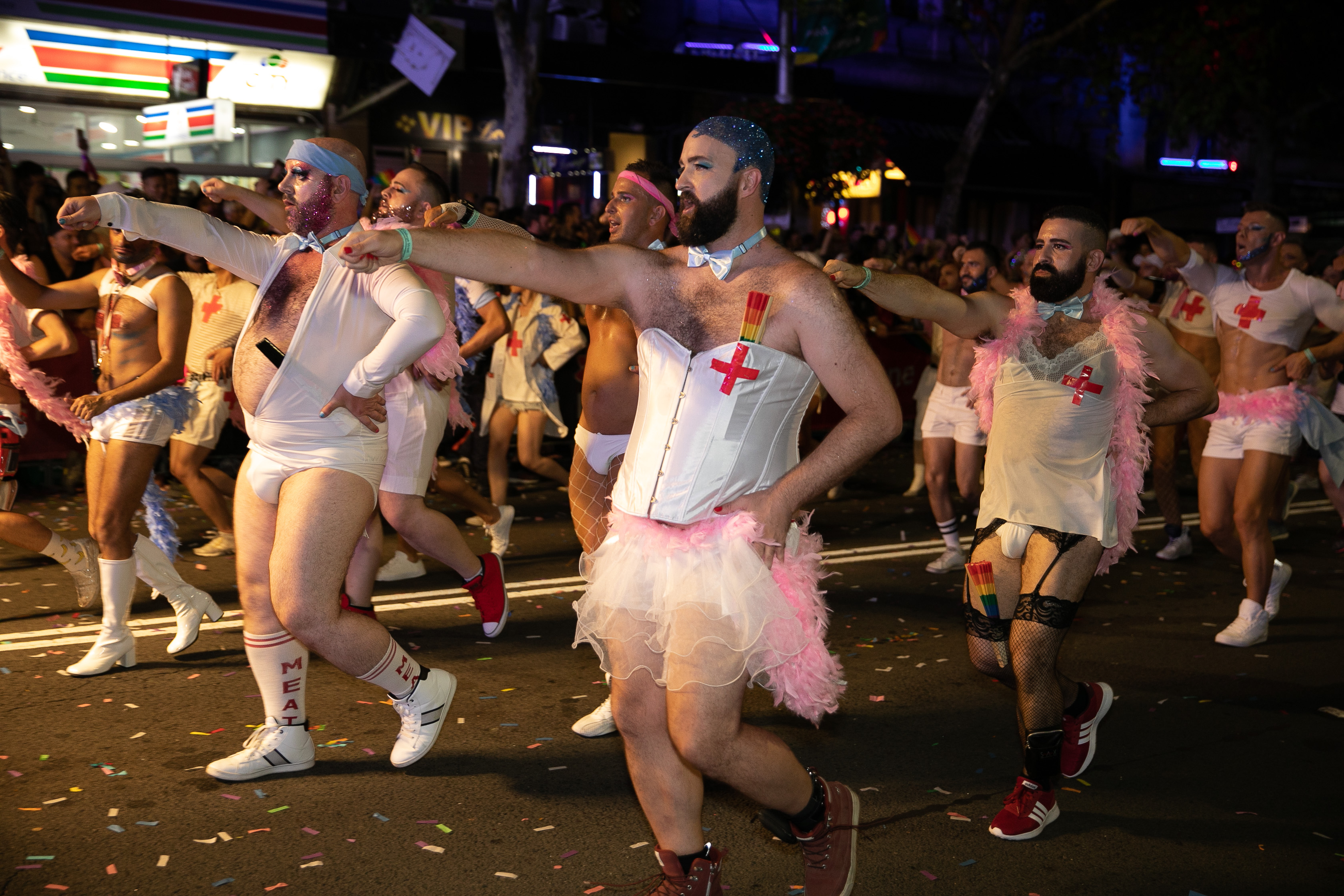
El Sydney Gay and Lesbian Mardi Gras es uno de los festivales LGBT más grandes del mundo.

El festival Sydney Gay & Lesbian Mardi Gras, celebrado en Sídney, reúne a cientos de miles de personas de toda Australia y del extranjero. Es uno de los festivales LGBT más grandes del mundo, el evento del Orgullo más grande de Oceanía, además de uno de los mayores atractivos turísticos de Australia. Es considerado el segundo evento anual más importante de Nueva Gales del Sur en términos de impacto económico, generando ingresos anuales de 30 millones de dólares australianos.

### WorldPride Sídney 2023
En 2023, Sídney fue sede del WorldPride, atrayendo a más de 500 000 personas durante los 17 días del festival, lo que consolidó a la ciudad como una de las más prominentes e icónicas del mundo para la comunidad LGBT+. El programa musical incluyó la participación de reconocidas iconos gay, como Kylie Minogue, Charli XCX, Kim Petras, Kelly Rowland, Ava Max, Nicole Scherzinger y Jessica Mauboy.